# Descuento (mercadotecnia)
Un descuento es una reducción en el precio de un artículo, típicamente para reducir inventario  al final de una temporada, o para vender la mercancía obsoleta al final de su vida útil.

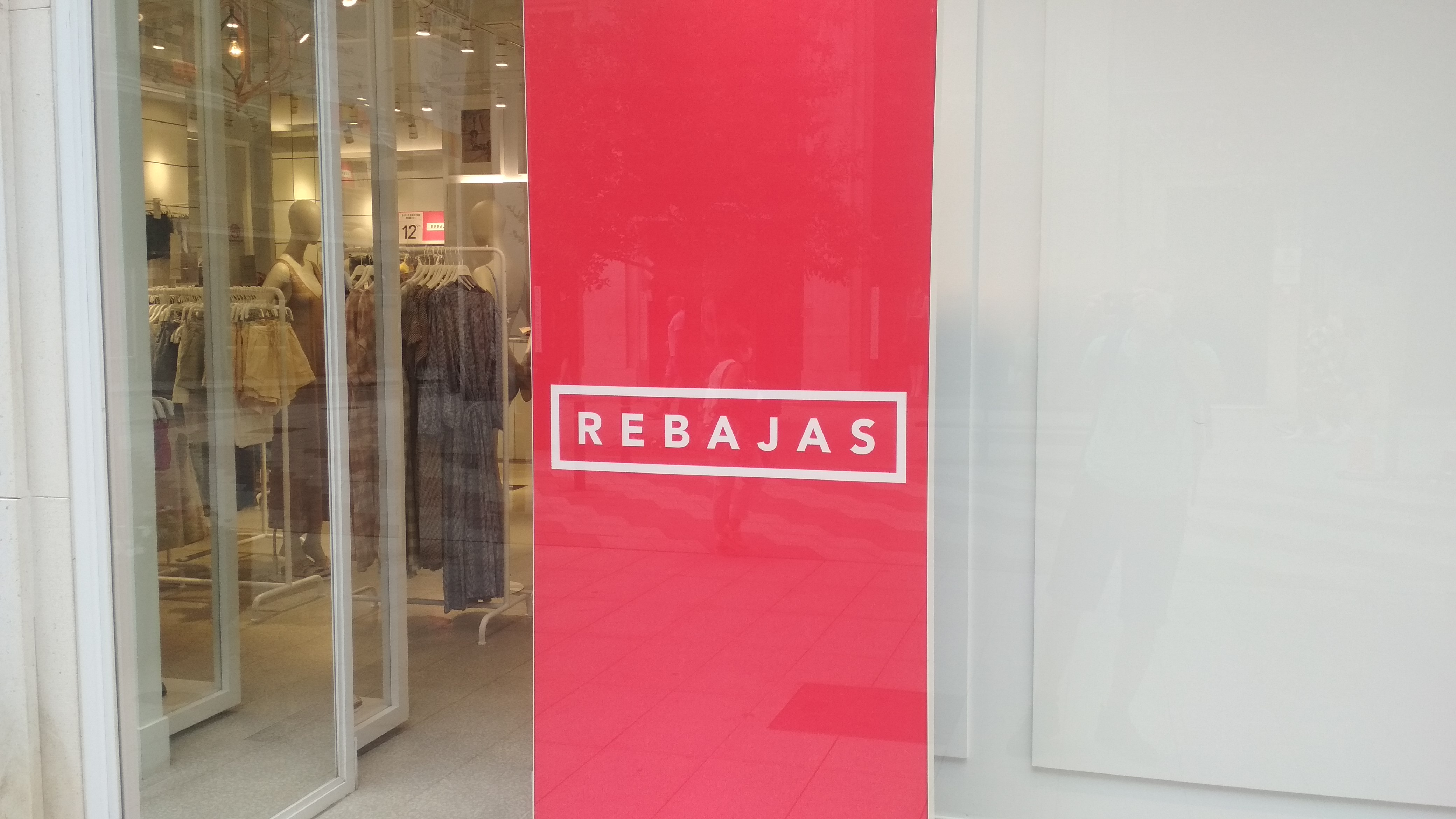
Cartel de Rebajas en una tienda de Santander.

El momento y el nivel de rebajas en una temporada de ventas es crítico para maximizar el rendimiento de las ventas. Esto se mide a menudo como realización de los ingresos: la proporción obtenida respecto del precio de venta original. Por ejemplo, una realización de ingresos del 50% significa que sólo la mitad del valor potencial de las ventas a precio completo se logró al final de la temporada. También es importante para minimizar el inventario final, es decir, la cantidad de mercancía que queda cuando termina la temporada.
Una tendencia reciente ha sido utilizar software de optimización de la demanda para establecer el momento y el nivel de descuento más convenientes. Las técnicas de optimización pueden usarse para determinar cuál es la mejor combinación de realización de ingresos e inventario final, por ejemplo, comparando una táctica de pequeñas rebajas a principio de temporada con una táctica de posterior de reducciones mayores.
Las tiendas outlet son establecimientos comerciales especializados en la venta de este tipo de productos.